# New Archaeology
La New Archaeology o archeologia processuale o nuova archeologia,  è una teoria archeologica nata nel 1958 ad opera di Gordon Willey e Philip Phillips.
Indirizzo di ricerca archeologica di ambito soprattutto preistorico e protostorico, praticato dagli anni 1960 negli Stati Uniti d'America (in particolare con L.R. Binford, K.V. Flannery, e con la rielaborazione di M.B. Schiffer) e, quindi, in Gran Bretagna (con D.L. Clarke, C. Renfrew) e in altre parti d'Europa, viene considerato da molti come l'elemento innovatore dell'archeologia teorica, che ha portato l'archeologia alla maturità, o, per citare l'articolo di D.L. Clarke su Antiquity del numero di marzo 1973, alla perdita dell'innocenza" nella riflessione metodologica ed epistemologica.
L'archeologia processuale ha come presupposto fondamentale quello di determinare i canoni che presiedono allo sviluppo delle culture. Per riuscirci, sempre più vivo ed essenziale fu sentito l'apporto delle scienze matematiche, fisiche e naturali (ad es. la datazione dei reperti al radiocarbonio), che diede all'archeologia processuale la presunzione di elaborare, attraverso lo studio dei reperti, leggi universali proprie di ogni cultura e località.
Il paleoliticista e metodologo britannico Clive Gamble ridimensiona la portata teorica della New Archaeology, riconducendola a una (non l'unica) delle archeologie antropologiche che si sono sviluppate come riflessioni teoriche e metodologiche in contrapposizione all'empirismo induttivo dell'approccio storico-culturale (in particolare, riconosce a V. Gordon Childe il ruolo di innovatore dell'approccio storico-culturale - all'epoca prevalente - mediante l'adozione e lo sviluppo dei principi dell'archeologia marxista).
Il bacino di origine della New Archaeology può essere riconosciuto negli studi antropologici statunitensi del XIX e XX secolo, e ripresi da G. R. Willey e P. Philips; è loro l'icastica affermazione che "American archaeology is anthropology or it is nothing" ("L'archeologia americana o è antropologia o non è niente"); e l'attribuzione dell'archeologia alle scienze antropologiche, con la progressiva liberazione dallo status di disciplina ancillare della storia, è rimasto uno dei principali obiettivi delle posizioni new-archeologiste.